# (29929) 1999 JR39
A (29929) 1999 JR39 a Naprendszer kisbolygóövében található aszteroida. A LINEAR projekt keretében fedezték fel 1999. május 10-én.